# Powerstation

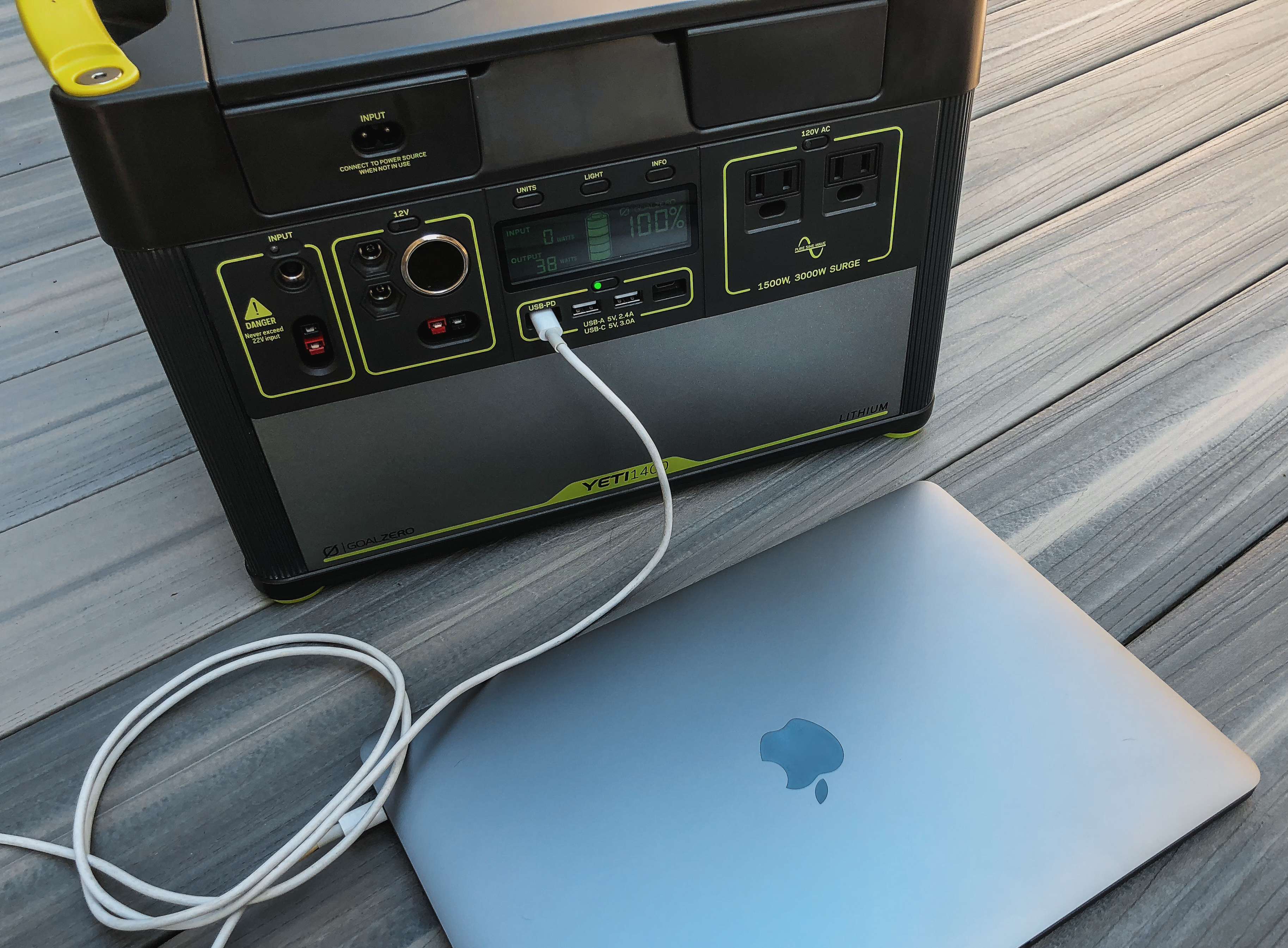
Powerstation mit 1425 Wh-Akku

Eine Powerstation oder Energiestation oder Starthilfe-Booster ist eine multifunktionale mobile Energiequelle, meist auf Basis eines Lithiumakkus.
Starthilfe-Booster wurden anfangs oft über Homeshopping-Sender mit realitätsfern übertrieben dargestellten Fähigkeiten vermarktet, später fand der Vertrieb über den Kfz-Zubehörhandel und Baumärkte statt.

## Wandel durch neue Batterietechnik
Seit etwa 2019 werden Lithium-Akkumulatoren unterschiedlicher Zellchemie mit einem Laderegler, einem Wechselrichter sowie USB-Lademöglichkeiten als Powerstationen angeboten. 
Bei diesen Geräten steht der Starthilfegedanke nicht mehr im Vordergrund. Vielmehr geht es um mobile Stromversorgung, die durch Solarmodule unterstützt werden kann.